# (46587) 1992 UJ1
1992 يو جاي 1 (ويعرف أيضًا باسم (46587) 1992 يو جاي 1 وفق تسمية الكوكب الصغير) (بالإنجليزية: 1992 UJ1)‏ هو كويكب ضمن حزام الكويكبات؛ وترتيبه 46587 من حيث الاكتشاف.
اكتُشف هذا الجُرم الفلكي بواسطة هيروشي كانيدا في 22 أكتوبر 1992.

## وصلات خارجية
- (46587) 1992 UJ1 في قاعدة بيانات مختبر الدفع النفاث لأجرام النظام الشمسي الصغيرة

- الاكتشاف · مخطط المدار ·  العناصر المدارية · المعلمات المادية

- (46587) 1992 UJ1 على موقع ويكي سكاي: DSS2, SDSS, GALEX, IRAS, Hydrogen α, X-Ray, Astrophoto, Sky Map, Articles and images